# Baltar
Baltar – gmina w Hiszpanii, w prowincji Ourense, w Galicji, o powierzchni 93,99 km². W 2011 roku gmina liczyła 1076 mieszkańców.